# Французький Алжир
Французький Алжир (фр. Alger до 1839, пізніше Algérie не офіційно Algérie française, араб. الجزائر الفرنسية Al-Jaza'ir Al-Fransiyah) існував з 1830 по 1962. З 1848 до проголошення незалежності, весь Середземноморський регіон Алжиру був невід'ємною частиною Франції, на кшталт сьогоденної Корсики і Реюньйона. Переважно посушливий внутрішній Алжир, як і решта Французької Північної Африки, ніколи не вважалися частиною Франції. Як одна з найстаріших заморських територій Франції Алжир став місцем для сотні тисяч європейських іммігрантів, відомих як пьє-нуар. Проте, корінні мусульмани — араби і бербери залишалися більшістю населення краю впродовж своєї історії. Поступово невдоволення серед мусульманського населення через відсутність політичного та економічного статусу призвів до вимог більшої політичної автономії, і в підсумку до незалежності від Франції. Напруженість у відносинах між цими двома групами населення зазнала кульмінації у 1954 році, коли почались перші сутички, що пізніше переросли в алжирську війну. Війна скінчилась у 1962 році, коли Алжир здобув повну незалежність після Ев'янських угод, підписаних у березні 1962, і липневого референдуму про самовизначення.

## Історія

### Початкові конфлікти
З 1516 року — часу захоплення Алжиру османськими корсарами, братами Аруджем і Хизиром Барбароссою, Алжир став базою піратства в Середземному морі. В 1681, Людовик XIV запросив адмірала Авраама Дюкена для боротьби з берберськими піратами а також наказав атакувати Алжир між 1682 і 1683 під приводом надання допомоги християнських бранцям. Після того, як Жан д'Естре знову обстріляв Триполі і Алжир у 1685–1688 роках, посол Алжиру відвідав Версаль і укладений з французами мирний договір, підписаний у 1690 році забезпечив мир в усьому 18 столітті
У XVIII—XIX сторіччях Алжир був Алжирським еялетом Османської імперії, що мав певну автономію. Барбарійський берег був тоді оплотом піратів-берберів, які проводили рейди проти європейських та американських кораблів.
Конфлікти між Барберійськими державами і США завершилися Першою (1801—1805) і Другою (1815) берберійськими війнами. Британо-голландський група, очолювана адміралом лордом Ексмут, провели каральну експедицію, в серпні 1816 що бомбардувала Алжир. Дей був змушений підписати Берберійські договори.
Незгоди між Францією та Алжирською правителями почалися з самого початку реставрації Бурбонів. Ще з XV століття в Алжирі з'явилась французька торгова компанія, що платила дею щорічну данину в розмірі 60 тисяч франків. В 1815 дей Алжиру Гуссейн-Паша наполіг на збільшенні цієї данини до 200 тисяч франків. Поступливість французького консула Деваля призвела до ще більших зазіхань; відмова же в задоволенні останніх викликало з боку дея санкції проти компанії. Він став всіляко гнобити монопольну для французів торгівлю перлами, вимагав від французького уряду негайної сплати 7000000 франків заборгованих алжирським торговим домам за різні поставки для метрополії з часів Директорії та Консульства і явно виявляв наміри вигнати французьку торговельну компанію і знищити засновані нею установи. Нарешті справа дійшла до особистої образи Гуссейн-Пашею французького консула. Цього Франція не могла пробачити і стала готуватися до рішучих дій.
У 1827 році до алжирських берегів була надіслана невелика ескадра. Але її блокада, що тривала 3 роки і коштувала французам 20 мільйонів франків хоч і змогла запобігти морським розбоям, але не змогла схилити Гуссейн-Пашу до поступливості. Було прийнято рішення вдатися до більш дієвих заходів і надіслати сильний флот з десантним корпусом.

## Французьке завоювання Алжиру
Завоювання Алжиру було розпочато в останні дні в реставрації Бурбонів Карлом X, що спробував збільшити свою популярність серед французького народу, особливо в Парижі, де було багато ветеранів наполеонівських війн. Його метою було зміцнити почуття патріотизму, і відволікти увагу від невмілої внутрішньої політики
Адмірал Гі Віктор Дюперре очолив армаду з 600 суден, що вийшла з Тулона і попрямувала до Алжиру. Використовуючи план Наполеона від 1808 для вторгнення в Алжир, генерал де Бурмон висадився за 27 км на захід від міста Алжир, в Сіді Фредж 14 червня 1830, з 34 000 солдатів. У відповідь на дії французів, алжирський дей виставив військо з 7000 яничарів, 19000 баїв з Константіни і Орана, і 17000 кабілів. Французи створили сильний плацдарм і розпочали наступ на місто Алжир, маючи перевагу в артилерії. Французи перемогли в битві при Staouéli 19 червня, і увійшли в Алжир 5 липня після тритижневої кампанії. Дей погодився здатися в обмін на його свободу. П'ять днів по тому, він відплив зі своєю сім'єю, на французькому кораблі до Італії, що тоді була під контролем Австрійської імперії. Заслання дея завершило 313 років османського панування на терені Алжиру.
По завоюванню, в жовтні, французька армія мобілізувала перших зуавів (назва дана деяким частинам легкої піхоти), пізніше були створені частини сипахів, одночасно Франція експропріювала всі землі, майно, що належали турецьким поселенцям (белікс). У західному регіоні Оран, Султан Марокко Мауля Абд ар-Рахман бен Хішам, командувач правовірних, не міг залишатися байдужим до різанини, скоєних французькими християнськими військами і закликав мурабіт до джихаду. Також Султан Абд ар-Рахман надав допомогу алжирським повстанцям, на чолі з Абд аль-Кадір. Очолюючи армію 12000 чоловіків, Абд ель-Кадір організував блокаду Орану.
Ледве звістка про взяття Алжиру досягла Парижа, Карл X був повалений у ході трьох славних днів у липні 1830, і його двоюрідний брат Луї-Філіпп I, очолив конституційну монархію. Новий уряд, складався з ліберальних опонентів експедиції Алжирі, що виступали проти завоювання, розпочатим старим режимом, але утримати Алжир виявилася складніше, ніж завойовувати його.
Але внутрішні області захопити було складніше, щоб вирішити цю задачу французьке командування застосувало принцип «розділяй і володарюй». Спочатку домовилися з націоналістичним рухом у Кабілії і зосередилися на знищенні проосманських сил. До 1837, по захопленню Костянтіни проосманські сили були розгромлені і французи звернули увагу на націоналістів. Остаточно Алжир було захоплено до 1847 році. З 1848 Алжир було оголошено частиною Франції, розділено на департаменти на чолі з префектами і французьким генерал-губернатором. Територію Алжиру поділили на три заморських департаменти — Алжир, Оран і Константіну. Пізніше сталася серія повстань, але французи їх успішно придушили.

## Алжир під французьким пануванням
З середини ХІХ сторіччя починається активна колонізація Алжиру. Причому, французи серед колоністів не були більшістю — серед них були іспанці, італійці, португальці і мальтійці.  Після поразки Франції в франко-пруській війні 1870-1871 років в Алжир приїхало багато французів з провінцій Ельзас і Лотарингія, які передали Німеччині.  Переїжджали в Алжир і росіяни білоемігранти, які втекли в ході Громадянської війни з Росії. Влилася в групу франкоалжирців і єврейська громада Алжиру. Французька адміністрація заохочувала процес «європеїзації» Алжиру, для цього була створена мережа освітніх і культурних закладів, яка обслуговувала всі сфери життєдіяльності нових мігрантів і дозволяла їм досить швидко згуртуватися в єдину франкомовну християнську етнокультурну спільність. Завдяки вищому культурному, освітньому рівню, державній підтримки та ділової активності франкоалжирці швидко досягли більш вищого рівня добробуту, ніж тубільці.  І, незважаючи на незначну частку (приблизно 15% населення в 1930-х роках, більше 1 млн чоловік), вони домінували в основних аспектах життя алжирського суспільства, ставши культурною, економічною, управлінською елітою країни. В цей період народне господарство країни помітно виросло, піднявся і рівень добробуту місцевого мусульманського населення.
За Кодексом поведінки від 1865 алжирці залишалися суб'єктами мусульманського законодавства, але могли бути мобілізовані у збройні сили Франції, і вони також мали право набути французького громадянства. Але процедура набуття мусульманським населенням Алжиру французького громадянства була сильно ускладнена, тому до середини 20 століть його мали тільки приблизно 13% тубільців Алжиру, а решта мали громадянство Французького Союзу і не мали права займати високі державні посади, служити в ряді державних установ. Французька влада зберегла традиційний інститут старійшин, які зберігали свою владу на місцевому рівні і тому були досить лояльні.  У французьких збройних силах існували алжирські підрозділи — тіральери, гуми, табори, спаги.  Вони билися в складі французької армії в Першій і Другій світових війнах, а потім і в Індокитаї.

## Початок визвольної боротьби
Після Першої світової війни в Алжирі деякі інтелектуали стали говорити про автономію і самоврядування. У 1926 році було засновано національно-революційний рух «Північноафриканська зірка», яке ставило питання соціально-економічного характеру (поліпшення умов праці, зростання зарплат тощо). У 1938 році створено Алжирський народний союз, пізніше перейменований на Маніфест алжирського народу (вимога незалежності), а в 1946 році названий Демократичним союзом Алжирського маніфесту. Вимоги автономії або незалежності зазнали ширше поширення. У травні 1945 року демонстрація націоналістів переросла в безлади, під час яких було вбито до сотні європейців і євреїв. Влада відповіла найжорстокішим терором із застосуванням авіації, бронетехніки і артилерії — за різними оцінками, за декілька місяців було вбито від 10 до 45 тис. алжирців.
Націоналісти беруть курс на збройну революцію. У 1946 року заснована «Спеціальна організація» (СО) — розгалужена підпільна мережа збройних груп, яка діяла в містах. У 1949 році «Спеціальну організацію» очолив Ахмед бен Белла, який у роки Другої світової війни був сержантом французької армії. За СО стали з'являтися й інші подібні організації, які вели збір коштів, закупівлю зброї, боєприпасів, вербування та навчання майбутніх бійців. З березня 1947 року в гірських районах Алжиру були сформовані перші партизанські загони. У 1953 році Спеціальна організація об'єдналася з озброєними загонами Демократичного союзу Алжирського маніфесту. Озброєні угруповання підпорядковувалися центру управління, що знаходився в Єгипті та Тунісі. 1 листопада 1954 був організований Фронт національного звільнення (ФНО), головним завданням якого було досягнення незалежності Алжиру збройним шляхом. До нього увійшли не тільки націоналісти, а й представники соціалістичного руху, патріархально-феодальних угруповань. Уже в ході війни соціалістичні елементи взяли вгору, і після здобуття Алжиром незалежності ФНО була перетворена на партію (ПФНО), що зберігає владу до сьогодення.

### Основні передумови війни в Алжирі
1. Зростання національно-визвольного руху по всій планеті після Першої світової війни і хвилі революцій після неї. Друга світова війна завдала новий удар по старій колоніальної системі. Глобальна перебудова всієї світової політичної системи, і Алжир став частиною цієї модернізації.
2. Антифранцузька політика Британії, США та Іспанії в Північній Африці.
3. Демографічний вибух. Проблеми соціально-економічної нерівності. Період між 1885—1930 роками вважають золотим століттям французького Алжиру (як і французького Магрибу). Завдяки загальному зростанню добробуту, економіки, досягненням у галузі освіти та охорони здоров'я, збереженню внутрішньої управлінської та культурної автономії мусульман, припиненню внутрішніх міжусобиць, ісламське населення вступило в фазу демографічного вибуху. Чисельність мусульманського населення збільшилася з 3 млн чоловік у середині XIX століття до 9 млн. У середині ХХ століття. Крім того, через зростання населення гостро проявилася нестача землі сільськогосподарського призначення, більшість якої контролювали великі європейські господарства плантацій, це призвело до зростання конкуренції і за інші обмежені ресурси території.
4. Наявність пасіонарної маси молодих чоловіків, які набули бойового досвіду в ході Другої світової війни. Десятки тисяч жителів французьких африканських колоній воювали в Північній Африці, Італії і самої Франції. В результаті ореол «білих панів» сильно втратив у вазі, згодом ці солдати і сержанти утворили кістяк антиколоніальних армій, партизанських загонів, легальних і нелегальних патріотичних, націоналістичних організацій.

## Основні події визвольної війни
У ніч на 1 листопада 1954 загони повстанців атакували ряд французьких об'єктів в Алжирі. Так почалася війна, яка, за різними оцінками, забрала життя від 18-35 тис. Французьких солдат, 15-150 тис. Харкі (алжирські мусульмани — араби і бербери, які в ході війни виступили на боці французів), 300 тис. - 1,5 млн алжирців.  До того ж сотні тисяч людей стали біженцями.
Керівники опору вибрали зручний момент для удару — за минулі півтора десятиліття Франція випробувала гіркоту принизливого розгрому та окупації 1940 року, непопулярну колоніальну війну в Індокитаї і поразка у В'єтнамі.  Найбоєздатніші війська ще не були евакуйовані з Південно-Східної Азії.  Але в той же час військові сили Фронту національного звільнення були вкрай незначні — спочатку всього кілька сот бійців, тому війна прийняла не відкритий характер, а партизанський. Спочатку бойові дії не мали широкомасштабного характеру. Французи перекидали додаткові сили, а повстанців було мало, щоб організувати значні бойові операції і очистити територію Алжиру від «загарбників». Перша велика бійня відбулася тільки в серпні 1955 року — заколотники в місті Філіппвіль вирізали кілька десятків осіб, у тому числі європейців, у відповідь армія і загони франкоалжирських ополченців знищили сотні (або тисячі) мусульман.
Ситуація змінилася на користь повстанців у 1956 році, коли незалежність здобули Марокко і Туніс, там були створені табори підготовки і тилові бази.  Алжирські повстанці дотримувалися тактики «малої війни» — нападали на конвої, невеликі підрозділи противника, його укріплення, пости, знищували лінії зв'язку, мости, тероризували населення за співпрацю з французами (наприклад, забороняли відправляти дітей у французькі школи, вводили норми шаріату).
Французи застосували тактику квадрільяжу — Алжир розбили на квадрати, за кожен відповідав певний підрозділ (часто місцеві ополченці), а елітні частини — Іноземний легіон, десантники вели контрпартизанські дії по всій території. Для перекидання з'єднань широко використовували вертольоти, що різко підвищило їх мобільність. Одночасно французи розгорнули досить успішну інформаційну кампанію. Спеціальні адміністративні секції займалися завоюванням «сердець і умів» алжирців, вони вступали в контакти з жителями віддалених районів, переконували їх зберегти лояльність Франції. Вербували мусульман у загони харкі, які обороняли селища від повстанців. Велику роботу вели французькі спецслужби, вони змогли спровокувати внутрішній конфлікт в ФНО, підкинувши інформацію про «зраду» ряду командирів і лідерів руху.
У 1956 році повстанці розгорнули кампанію міського тероризму. Чи не кожен день вибухали бомби, гинули франкоалжирці, колоністи і французи відповідали актами відплати, причому часто страждали невинні.  Повстанці вирішили два завдання — привернули увагу світової громадськості і викликали ненависть мусульман до французів.
У 1956-1957 роки французи, щоб зупинити прохід заколотників через кордони, припинивши потік зброї і боєприпасів, створили на кордонах з Тунісом і Марокко укріплені лінії (мінні поля, колючий дріт, електронні сенсори тощо).  В результаті в першу половину 1958 заколотники понесли на них великі втрати, втративши можливість перекидати значні сили з Тунісу і Марокко, де були створені табори підготовки бойовиків.
У 1957 році в місто Алжир ввели 10-у парашутну дивізію, її командир генерал Жак Массю мав надзвичайні повноваження. Почалася «зачистка» міста. Військові нерідко застосовували тортури, в результаті незабаром всі канали повстанців були виявлені, зв'язок міста з сільською місцевістю була перервана. За аналогічною схемою «зачистили» інші міста. Операція французьких військових була ефективною — основні сили повстанців в містах розгромили, але французька і світова громадськість була сильно обурена.
Успішнішим для заколотників став політико-дипломатичний фронт. На початку 1958 року французькі ВПС завдали удару по території незалежного Тунісу. За разведінформацією в одному з сіл був великий склад зброї, крім того в цьому районі біля селища Сакиет-Сіді-Юсеф були збиті два і пошкоджений один літак ВПС Франції. В результаті удару загинули десятки мирних жителів, вибухнув міжнародний скандал — питання пропонували винести на обговорення Ради безпеки ООН. Лондон і Вашингтон запропонували свої посередницькі послуги. Зрозуміло, що за це вони хотіли отримати доступ до Французької Африки. Французький прем'єр виніс це питання до парламенту, розпочалася внутрішньополітична криза, праві досить здраво вирішили, що це втручання у внутрішні справи Франції. Згода ж уряду із зовнішнім втручанням буде зрадою національних інтересів Франції. У квітні уряд пішов у відставку.
Франкоалжирці з обуренням сприйняли звістки з метрополії.  В травні прийшло повідомлення, що новий прем'єр П'єр Пфлімлен може почати переговори з повстанцями. В цей же час прийшло повідомлення про вбивство полонених французьких солдатів. Французький Алжир і військові «вибухнули» — демонстрації переросли в заворушення, було створено Комітет громадської безпеки, на чолі з генералом Раулем Соланіо (командувач французькими військами в Індокитаї в 1952-1953).  Комітет зажадав призначити главою уряду героя Другої світової війни Шарля де Голля, інакше обіцяли висадити в Парижі десант.  Праві вважали, що національний герой Франції не здасть Алжир.  Четверта республіка — так називають період французької історії з 1946 по 1958 рік, пала.
Шарль де Голль 1 червня очолив уряд і зробив поїздку в Алжир.
У вересні було проголошено Тимчасовий уряд Алжирської республіки, який розташовувався в Тунісі.У військовому відношенні повстанці зазнавали поразки, укріплені лінії на кордонах були потужними — потік підкріплень і зброї вичерпався. Усередині Алжиру уряд здобували перемогу, щоб повстанці не могли рекрутувати бійців і отримувати продовольство, в ряді областей створили «табори перегрупування» (алжирці їх назвали концтаборами). Спроба розгорнути терор у самій Франції була зірвана. Де Голль оприлюднив план 5-річного економічного розвитку Алжиру, ідею амністії тим повстанцям, які добровільно складуть зброю.
У лютому 1959 року почалася операція з ліквідації повстанського руху в сільській місцевості, вона тривала до весни 1960 року. Керував операцією генерал Моріс Шалль. Повстанцям було завдано ще один найпотужніший удар: місцеві сили блокували обраний район, а елітні частини проводили «зачистку». В результаті командування повстанців було змушене розпорошити сили до рівня — відділення-взвод (раніше діяли ротами і батальйонами). Французи знищили весь вищий командний склад заколотників в Алжирі й до половини командних кадрів. У військовому відношенні повстанці були приречені. Але французька громадськість втомилася від війн.
У вересні 1959 року глава французького уряду виступив з промовою, в якій вперше визнав право алжирців на самовизначення. Це викликало гнів франкоалжирці і військових. Група молоді влаштувала путч у місті Алжир, який швидко придушили («тиждень барикад»). Вони стали розуміти, що помилилися з кандидатурою генерала.
1960 став «роком Африки» — незалежність здобули 17 держав африканського континенту. Влітку пройшли перші переговори між французькою владою і Тимчасовим урядом Алжирської республіки. Де Голль повідомив про можливість зміни статусу Алжиру. В грудні в Іспанії була створена Таємна армійська організація (OAS), її засновниками стали студентський лідер П'єр Лагайярд (він очолював ультраправих у ході «тижні барикад» у 1960 році), колишні офіцери Рауль Сала, Жан-Жак Сюзіні, члени французької армії, Французького іноземного легіону, учасники Індокитайської війни.
У січні 1961 був проведений референдум і 75% учасників опитування висловилися за надання Алжиру незалежності. 21-26 квітня стався «Путч генералів» — генерали Андре Зеллер, Моріс Шалль, Рауль Салан, Едомонд Жуо спробували змістити Де Голля з поста глави уряду і зберегти Алжир для Франції. Але їх не підтримала значна частина армії і французький народ, до того ж бунтівники не змогли правильно скоординувати свої дії, в результаті повстання було придушене.
У 1961 році САО почала терор — французи стали вбивати французів. Були вбиті сотні людей, вчинені тисячі замахів. Тільки на Де Голля робили замах більше десятка разів.
Переговори між Парижем і ФНВ продовжилися навесні 1961 року й проходили в курортному містечку Евіан-ле-Бен. 18 березня 1962 були затверджені Ев'янські угоди, які завершили війну і відкрили Алжиру шлях до незалежності. На квітневому референдумі 91% громадян Франції висловилися на підтримку цих угод. Після офіційного завершення війни відбулося ще кілька гучних подій. Так, політика Фронту національного звільнення щодо франкоалжирців характеризувалася гаслом «Чемодан або труну». Хоча Парижу ФНВ обіцяв, що ні окремі особи, ні групи населення, що служили Парижу, не будуть піддані репресіям. Приблизно 1 млн осіб втекли з Алжиру і недарма. 5 липня 1962, в день офіційного проголошення незалежності Алжиру, в місто Оран прибула натовп озброєних людей, бандити почали катувати і вбивати європейців (приблизно 3 тис. осіб зникли безвісти). Довелося тікати з Алжиру десяткам тисяч харкі — переможці організували серію нападів на мусульманських солдат Франції, загинуло від 15 до 150 тисяч осіб.